# Isåsadammen
Isåsadammen är en sjö i Nässjö kommun i Småland och ingår i Emåns huvudavrinningsområde.